# Steven Anthony Lawrence
Steven Anthony Lawrence (Fresno, 19 de julho de 1990) é um ator estadunidense.

## Filmografia
| Ano  | Filme                   | Papel           |
| ---- | ----------------------- | --------------- |
| 2009 | My Suicide              | Brainiac        |
| 2005 | A Hora da Virada        | Ralph           |
| 2005 | Papai Bate um Bolão     | Mark Avery      |
| 2003 | Doze È Demais           | Dylan shenk     |
| 2003 | O Gato                  | Dumb Schweitzer |
| 2003 | Mano a Mana, O Filme    | Beans           |
| 2001 | Jimmy Bolha             | Ice Cream Boy   |
| 2000 | Histeria                | Chuckie         |
| 1999 | O Meu Marciano Favorito | Garoto Nurplex  |

## Televisão
| Ano         | Série                             | Papel                    | Notas        |
| ----------- | --------------------------------- | ------------------------ | ------------ |
| 2010        | Weeds                             | Keith                    | 1 episódio   |
| 2003        | As Visões da Raven                | Miles Bonay              | 1 episódio   |
| 2001 / 2003 | Mano a Mana                       | Beans                    | 21 episódios |
| 2001 / 2002 | Frasier                           | Jason White / Kid        | 2 episódios  |
| 2001        | Buffy: A Caça-Vampiros            | Chunky criança           | 1 episódio   |
| 2001        | Plantão Médico                    | John Thomas Frum         | 1 episódio   |
| 1999 / 2000 | O Show da Amanda                  | Justin / Younger Brother | 3 episódios  |
| 1999        | Sabrina, a Aprendiz de Feiticeira | criança pequena          | 1 episódio   |
| 1996        | Um Amor de Família                | criança pequena          | 1 episódio   |